# AsiaSat 8
O AsiaSat 8 (também conhecido como AMOS 7) é um satélite de comunicação geoestacionário chinês construído pela Space Systems/Loral (SS/L), ele está localizado na posição orbital de 4 graus de longitude oeste e é operado pela AsiaSat e pela Spacecom. O satélite foi baseado na plataforma LS-1300LL e sua expectativa de vida útil é de 15 anos.

## História
A Space Systems/Loral, anunciou em novembro de 2011 que foi escolhida pela Asia Satellite Telecommunications Company Limited (AsiaSat), empresa sediada em Hong Kong, para construir dois satélites de comunicação o AsiaSat 8 e o AsiaSat 6.
No início de 2017, o satélite foi alugado por quatro anos para a empresa israelense Spacecom para substituir o satélite AMOS 6 que foi perdido e, passou a ser usado como AMOS 7. Ele foi posicionado em uma posição orbital da Spacecom a 4 graus de longitude oeste.

## Lançamento
O satélite foi lançado com sucesso ao espaço no dia 5 de agosto de 2014, às 08:00 UTC, por meio de um veículo Falcon-9 v1.1 a partir da Estação da Força Aérea de Cabo Canaveral, na Flórida, Estados Unidos. Ele tinha uma massa de lançamento de 4 500 quilogramas.

## Capacidade e cobertura
O AsiaSat 8 está equipado com 24 transponders em banda Ku e um feixe em banda Ka para fornecer transmissão direta, redes privadas e conectividade de banda larga para clientes na China, Índia, Sudeste da Ásia e do Oriente Médio.